# Crisanto Luque Sánchez
Crisanto Luque Sánchez, kolumbijski rimskokatoliški duhovnik, škof in kardinal, * 1. februar 1889, Tenjo, † 7. maj 1959.

## Življenjepis
28. oktobra 1916 je prejel duhovniško posvečenje.
16. januarja 1931 je bil imenovan za pomožnega škofa Tunje in za naslovnega škofa Croj; 3. maja istega leta je prejel škofovsko posvečenje.
9. septembra 1932 je postal škof Tunje, 14. julija 1950 pa nadškof Bogote in hkrati škof Vojaškega vikariata Kolumbije.
12. januarja 1953 je bil povzdignjen v kardinala in imenovan za kardinal-duhovnika Ss. Cosma e Damiano.